# Etruridelphis
Etruridelphis giulii
Genre
Espèce
Synonymes
- † Delphinus giulii Lawley, 1876 - protonyme

Etruridelphis est un genre éteint de cétacés qui a vécu lors du Pliocène. Ses restes fossiles ont été mis au jour en Italie. Une seule espèce est connue, Etruridelphis giulii.

## Étymologie
Le nom Etruridelphis est composé de « Etruri[a] », l'ancien nom latin de la Toscane où les restes fossiles ont été découverts, et du latin delphis, « dauphin ».

## Publication originale
- (en + de) Giovanni Bianucci, Stefano Claudio Vaiani et Simone Casati, « A new delphinid record (Odontoceti, Cetacea) from the Early Pliocene of Tuscany (Central Italy): systematics and biostratigraphic considerations », Neues Jahrbuch für Geologie und Paläontologie. Monatshefte, E. Schweizerbart (d), vol. 254, no 3,‎ 1er novembre 2009, p. 275-292 (ISSN 0028-3630 et 2700-2012, OCLC 1759691 et 481642941, DOI 10.1127/0077-7749/2009/0018, lire en ligne).